# Тамашфалеу
Тамашфалеу (рум. Tamașfalău) — село у повіті Ковасна в Румунії. Входить до складу комуни Зебала.
Село розташоване на відстані 160 км на північ від Бухареста, 25 км на схід від Сфинту-Георге, 46 км на північний схід від Брашова.

## Населення
За даними перепису населення 2002 року у селі проживали 529 осіб.
Національний склад населення села:
| Національність | Кількість осіб | Відсоток |
| -------------- | -------------- | -------- |
| угорці         | 524            | 99,1%    |
| румуни         | 5              | 0,9%     |

Рідною мовою назвали:
| Мова      | Кількість осіб | Відсоток |
| --------- | -------------- | -------- |
| угорська  | 523            | 98,9%    |
| румунська | 6              | 1,1%     |